# N,N-Dimethylaminododecan
Dodecyldimethylamin (DDA) ist ein tertiäres Fettamin mit einer linearen C12-(Dodecyl)-Kohlenstoffkette und zwei Methylgruppen am Stickstoffatom. Die an Laurinsäure (Dodecansäure) besonders reichen Pflanzenöle Kokosöl und Palmöl sind nachwachsende Rohstoffe für die oleochemische Synthese von Lauryldimethylamin, das wiederum wichtiger Ausgangsstoff für grenzflächenaktive Tenside und antibakteriell wirksame Quats sind.

## Vorkommen und Darstellung
Dodecyldimethylamin ist keine natürlich vorkommende Verbindung, aber aus funktionalen n-Dodecanderivaten auf unterschiedlichen Wegen im Labor- und Industriemaßstab zugänglich. Synthesen aus Dodecylbromid und Dimethylamin oder Dodecylamin und Dimethylsulfat eignen sich eher für Kleinmengen, während die Eschweiler-Clarke-Methylierung von Dodecylamin mit Ameisensäure-Formaldehyd-Gemisch N,N-Dimethylaminododecan mit ca. 90 % Ausbeute liefert.
Das primäre Amin Laurylamin kann auch mit Formalin und Wasserstoff an einem Nickel-Kontakt zu N,N-Dimethyldodecylamin umgesetzt werden (93,6 % Ausbeute).
Dodecanol reagiert mit Dimethylamin und Wasserstoff an einem Kupferchromit-Kontakt in 95 %iger Ausbeute zu DDA.
Für die industrielle Produktion sind Syntheserouten relevant, die direkt von den fraktionierten Verseifungsprodukten der Pflanzenöle, d. h. von Laurinsäure oder Laurinsäuremethylester ausgehen. Die Bildung eines Carbonsäureamids mit Laurinsäure mit Dimethylamin liefert zunächst das Salz Dimethylammoniumlaurat, das durch Wasserabspaltung beim Erhitzen in N,N-Dimethyldodecanamid übergeht.
Statt Laurinsäure kann auch der Methylester eingesetzt werden, wie er bei der Biodieselherstellung durch Umesterung der Pflanzenöle mit Methanol und destillativer Abtrennung als reines Methyllaurat (oder eines laurinsäurereichen C12/C14-Gemischs) anfällt. Das Carbonsäureamid lässt sich aus dem Ester in Ausbeuten > 90 % mit Dimethylamin und Natriummethanolat als Katalysator bei wesentlich niedrigeren Temperaturen (ca. 100 °C) als aus der Carbonsäure gewinnen. Ein weiterer Vorteil der Prozessführung bei möglichst niedrigen Temperaturen ist die Verminderung bzw. Vermeidung von Gelbfärbung und insbesondere Geruchsbildung.
Das N,N-Dimethyldodecanamid kann an Nickel- oder industriell an Kupferchromit-Kontakten praktisch quantitativ zu DDA hydriert werden.

## Eigenschaften
N,N-Dimethylaminododecan ist eine farblose Flüssigkeit mit ammoniakalisch-fischartigem Geruch, der überwiegend von Verunreinigungen mit Triethylamin herrührt, das durch Erhitzen im Vakuum oder Durchleiten von Stickstoff praktisch vollständig entfernt werden kann.

## Anwendungen
Das Amin Dodecyldimethylamin und seine Salze mit Mineralsäuren, wie z. B. Phosphorsäure oder Schwefelsäure finden Einsatz als Korrosionsschutzmittel, Asphaltemulgatoren, Flotationshilfsmittel, Additive für Kühlschmiermittel und Bohrspülungen. Das freie Amin ist Ausgangsstoff für grenzflächenaktive Verbindungen mit unterschiedlichen funktionellen (kationischen, nichtionischen und amphoteren) Kopfgruppen, wie z. B.

### Quats aus DDA
Quaternisierung von Dodecyldimethylamin zu einem auch als Quat bezeichneten Dodecyltrimethylammoniumsalz kann mit Alkylierungsmitteln wie z. B. Methylchlorid, Methylbromid, Dimethylsulfat oder Dimethylcarbonat durchgeführt werden.
Die Umsetzung mit überschüssigem gasförmigem Methylchlorid erfolgt in einem Autoklaven bei erhöhter Temperatur, wobei das quartäre Ammoniumchlorid in quantitativer Ausbeute als farbloses Pulver gebildet wird. Die Reaktion in den anderen, flüssigen Alkylierungsmitteln liefert die entsprechenden C12-Ammoniumsalze, die gut wasserlöslich, aber meist hygroskopisch sind. Dodecyltrimethylammoniumchlorid (CAS # 112-00-5) wird als Schaumstabilisator, Phasentransferkatalysator, Antistatikum und besonders als Bakteriostatikum genutzt.

### Aminoxide aus DDA
Mit 35 %igem Wasserstoffperoxid wird N,N-Dimethylaminododecan zum Aminoxid Dodecyldimethylaminoxid oxidiert, das grenzflächenaktive Eigenschaften besitzt und wegen seiner synergistischen Effekte mit anionischen und nichtionischen Tensiden in Shampoos und Reinigungsmitteln verwendet wird.

### Betaine aus DDA
Carboxymethylierung von Dodecyldimethylamin mit Monochloressigsäure MCA bzw. Natriummonochloracetat SMCA in Ethanol/Wasser-Gemisch 1:1 liefert das amphotere Tensid Dodecyldimethylbetain (Laurylbetain) (CAS # 683-10-3), das wegen seiner geringen Haut- und Augenreizung in Babyshampoos, als Schaumstabilisator und -verstärker, als Dispergiermittel, z. B. für Pflanzenschutzmittel, sowie als Verdickungs- und Benetzungsmittel eingesetzt wird.
Laurylbetain – als Derivat der Aminosäure Glycin bzw. Betain, bei dem eine Methylgruppe durch eine C12-Alkylgruppe (blau) ersetzt ist – ist nicht zu verwechseln mit Lauramidopropylbetain, bei dem die C12-Acylgruppe (rot) aus der Laurinsäure stammt. Das Amidopropylbetain wird durch Reaktion von Laurinsäure mit 3-Aminopropyldimethylamin zum Amidoamin und anschließende Carboxymethylierung mit MCA erhalten.

### Sulfobetaine aus DDA
Sultone, wie z. B. Propansulton, reagieren mit Lauryldimethylamin zum entsprechenden Sulfobetain Laurylsulfobetain (CAS # 14933-08-5), das Membranproteine weitgehend ohne Denaturierung solubilisiert.
Während die Carboxylatgruppe des Aminosäurederivats Laurylbetain im Sauren (pH<5) zur Carboxygruppe protoniert und das Betain zu einem kationischen Tensid wird, bleibt das entsprechende Sulfobetain auch bei stark saurem pH-Wert vollständig dissoziiert, behält also seinen zwitterionischen Charakter.

### Hydroxysultaine aus DDA
Eine zusätzliche Hydroxygruppe und damit eine noch hydrophilere Kopfgruppe als Sulfobetaine weisen Hydroxysultaine auf, wie sie z. B. bei der Reaktion des Natriumsalzes von 1-Chlor-2-hydroxypropansulfonsäure CHPS (durch Anlagerung von Natriumhydrogensulfit NaHSO3 an Epichlorhydrin) mit N,N-Dimethyldodecylamin zu Laurylhydroxysultain (CAS-Nr. 13197-76-7) gebildet werden.
Hydroxysultaine sind in Wasser neutrale und sehr milde amphotere Tenside, die auch in hartem Wasser oder Salzwasser stark schäumen und über einen weiten pH-Bereich stabil sind. Sie sind mit allen Tensidklassen gut verträglich und gut bioabbaubar. Als so genannte Co-Surfactants ermöglichen Hydroxysultaine den geringeren Einsatz von Standardtensiden und vermeiden wegen ihrer viskositätserhöhenden Wirkung den Zusatz von Natriumchlorid.

## Hersteller und Lieferanten
N,N-Dimethylaminododecan wird von Albemarle Corporation (adma® 12), Eastman Chemical (Dimla™ 12), Global Amines (einem Gemeinschaftsunternehmen der Clariant AG und Wilmar International) (Genamin® 12 R302 D), Kao Corporation (FARMIN® DM2098), Solvay S.A. (Fentamine® Dma12) und einigen asiatischen Unternehmen hergestellt und vermarktet.